# Astragalus trifoliastrum
Astragalus trifoliastrum är en ärtväxtart som beskrevs av Hub.-mor. och Victoria Ann Matthews. Astragalus trifoliastrum ingår i släktet vedlar, och familjen ärtväxter. Inga underarter finns listade i Catalogue of Life.